# Slibanemoon
De gewone slibanemoon (Cylista troglodytes, taxonsynoniem Sagartia troglodytes) is een zeeanemonensoort uit de familie Sagartiidae. Cylista troglodytes werd voor het eerst wetenschappelijk beschreven door Price in Johnston in 1847.

## Beschrijving
Deze zeeanemoon heeft een brede en matig hechtende basis. De kolom is vergelijkbaar met de sierlijke slibanemoon (C. elegans) maar uitlopers zijn minder opvallend. De acontia wordt niet erg gemakkelijk uitgestoten. De tentakels zijn matig lang, gerangschikt in veelvouden van zes, tot 200 stuks. De kleur is extreem variabel: kolom dofgroen, witachtig, bleekgeel, enz. meestal met bleke strepen aan de basis. Mondschijf met een patroon of effen, tentakels gestreept of effen. Komt voor in de meeste kleuren of combinaties hiervan. Grote vorm (decorata) meestal tot 50 mm over de basis, 100 mm hoog.

## Verspreiding
De gewone slibanemoon komt voor in kustgebieden van de noordoostelijke Atlantische Oceaan, de Noordzee en de Middellandse Zee. Het komt vaak voor langs de kusten van Groot-Brittannië (behalve het Engelse Kanaal) tussen de vloedlijnen, maar wordt relatief weinig waargenomen omdat het goed gecamoufleerd is en vaak verborgen is in scheuren, onder overhangen, in rotspoelen, onder zeewier, tussen mosselen of half begraven in zand en modder met alleen zijn tentakels die uitsteken. In Morecambe Bay, Engeland, wordt het gevonden verankerd aan stenen die enkele centimeters onder het oppervlak van dit uitgestrekte wad zijn begraven, of soms zelfs helemaal niet vastgemaakt, maar vrij levend. Het kan zich in een bolvorm terugtrekken wanneer het wordt verstoord en niet langer zichtbaar zijn vanaf het oppervlak.

## Biologie
Net als andere zeeanemonen is de slibanemoon een carnivoor en voedt hij zich met kleine ongewervelde dieren die hij vangt met zijn tentakels en kanalen in zijn mond. Alle onverteerde stukjes worden gedurende enkele uren of dagen uit de mond verdreven.
De slibanemoon is een hermafrodiet met geslachtsklieren in de lichaamsholte. De eieren komen uit de mond en worden afzonderlijk door trilhaartjes op de tentakels naar buiten geslingerd. Het sperma wordt afzonderlijk geproduceerd en komt ook uit de mond wat het uiterlijk geeft van een witte pluim die in de waterkolom wordt vrijgemaakt. Het bevruchte ei ontwikkelt zich tot een planula-larve die deel gaat uitmaken van het zoöplankton en zich later nestelt en zich ontwikkelt tot een nieuw individu. Ongeslachtelijke voortplanting door overlangse deling, zoals bij de sierlijke slibanemoon, komt niet voor. Wel kan de soort zich ongeslachtelijk voortplanten door het vrijkomen van "trilharen" via de wanden van de onderste kolom.